# Blu Hunt
Blu Hunt, née le 11 juillet 1995, est une actrice américaine. Elle est connue pour son rôle d'Inadu dans la série télévisée diffusée sur TCW, The Originals. Elle a rejoint la distribution des Nouveaux Mutants en tant que Danielle Moonstar, qui fait partie de la série de films X-Men. Fin août 2018, Hunt a rejoint la distribution de la série Netflix Another Life.

## Biographie
Blu Hunt est née à Sacramento, en Californie. Elle fait partie des descendants des Amérindiens des États-Unis, plus précisément des Lakotas.

## Filmographie

### Cinéma

#### Longs-métrages
- 2020 : Les Nouveaux Mutants (New Mutants) de Josh Boone : Danielle Moonstar

#### Courts-métrages
- 2015 : One Block Away : Erica

### Télévision

#### Séries télévisées
- 2016 : Girl on Girl : Blu (1 épisode)
- 2017 : The Originals : The Hollow / Inadu (6 épisodes)
- 2019 : Stumptown : Nina Blackbird (1 épisode)
- 2020 : Camp Kikiwaka : Karen (1 épisode)
- 2019 - 2021 : Another Life : August Catawnee (11 épisodes)